# Nicki Sørensen
Nicki Sørensen (Herning, 14 de mayo de 1975) es un ciclista danés, el último equipo en el que  compitió profesionalmente fue en el Tinkoff-Saxo, en el cual pasó 14 de sus 16 temporadas en competencia.

## Trayectoria
Debutó como ciclista profesional en la temporada 1999 en las filas del equipo Team Chicky World y en 2001 pasó al equipo de Bjarne Riis, el CSC en donde compitió hasta 2014. Ha sido 4 veces campeón de Dinamarca en ruta y además cuenta en su palmarés dos etapas en las Grandes Vueltas. Ganó la 18.ª etapa de la Vuelta a España 2005 y la 12.ª del Tour de Francia 2009.
Su última participación fue en el Giro de Lombardía 2014. Se retiró tras deciséis temporadas como profesional y con 39 años de edad. En las temporadas 2015 y 2016 ejerció como director deportivo del conjunto Tinkoff-Saxo y tras la desaparición de este equipo, hizo estas funciones en el conjunto Aqua Blue Sport en 2017.
El 23 de junio de 2015 confesó haberse dopado al inicio de su carrera deportiva.

## Palmarés
| 1999 - 1 etapa de la Vuelta a Renania-Palatinado - Lemvig Löbet 2000 - Tour de la Hainleite - Circuit des Mines, más 1 etapa - Lemvig-Holstebro-Lemvig 2003 - Campeonato de Dinamarca en Ruta 2005 - Gran Premio Ouverture la Marsellesa - 1 etapa de la Vuelta a España | 2008 - Campeonato de Dinamarca en Ruta 2009 - 1 etapa del Tour de Francia - 1 etapa de la Vuelta a Dinamarca 2010 - Campeonato de Dinamarca en Ruta 2011 - Campeonato de Dinamarca en Ruta 2012 - 2.º en el Campeonato de Dinamarca en Ruta - Gran Premio Bruno Beghelli |

## Resultados en Grandes Vueltas y Campeonatos del Mundo
| Carrera         | Carrera         | 1999 | 2000 | 2001 | 2002  | 2003 | 2004 | 2005 | 2006 | 2007 | 2008  | 2009 | 2010  | 2011  | 2012  | 2013  | 2014 |
| --------------- | --------------- | ---- | ---- | ---- | ----- | ---- | ---- | ---- | ---- | ---- | ----- | ---- | ----- | ----- | ----- | ----- | ---- |
|                 | Giro de Italia  | —    | —    | —    | —     | —    | —    | —    | 77.º | —    | 34.º  | —    | 72.º  | —     | —     | —     | —    |
|                 | Tour de Francia | —    | —    | 49.º | 20.º  | 44.º | 88.º | 71.º | —    | —    | 115.º | 31.º | 155.º | 95.º  | 99.º  | —     | —    |
|                 | Vuelta a España | —    | —    | —    | —     | 87.º | —    | 39.º | 28.º | —    | —     | —    | —     | 120.º | 155.º | 100.º | —    |
| Mundial en Ruta | Mundial en Ruta | 44.º | 41.º | —    | 144.º | —    | 39.º | —    | 12.º | —    | —     | —    | —     | 43.º  | —     | —     | Ab.  |

—: no participa 

Ab.: abandono

## Equipos
- Team Chicky World (1999)
- Team Fakta (2000)
- CSC/Saxo Bank/Tinkoff (2001–2014)
  - Team CSC-Tiscali (2001–2002)
  - Team CSC (2003–2008)
  - Team CSC-Saxo Bank (2008)[3]
  - Team Saxo Bank (2009–2010)
  - Saxo Bank-Sungard (2011)
  - Team Saxo Bank (2012)
  - Team Saxo Bank-Tinkoff Bank (2012)[3]
  - Team Saxo-Tinkoff (2013)
  - Tinkoff-Saxo (2014)